# ستيفين كولكر
ستيفين روي كولكر (من مواليد 29 ديسمبر 1991) هو لاعب كرة قدم إنجليزي يلعب كمدافع لنادي الدوري التركي الممتاز فاتح كاراغومروك و‌منتخب سيراليون لكرة القدم.
كولكر هو منتج من أكاديمية توتنهام هوتسبير وقضى موسم طويل لدى إعارته في موسم 2009-10 مع نادي يوفيل تاون.
أدائه خلال هذه الإعارة جلب له الاهتمام من جانب منتخب انكلترا U19 وأدى 11 مباراة بما في ذلك الوصول إلى الدور نصف النهائي لعام 2010 في بطولة كأس الامم الأوروبية.
واصل هذا الأمر لدى إعارته مع بريستول سيتي حيث لعب 30 مباراة وتم استدعائه من جانب منتخب انكلترا U21.
وتبع ذلك اعارته الثالثة مع الصاعد حديثا سوانسي سيتي الدوري الممتاز.
لعب كولكر 26 مباراة وساعد النادي في الحفاظ على البقاء في الدوري الممتاز.
و في الصيف التالي مثل فريق كرة القدم الأولمبي لبريطانيا العظمى في دورة الألعاب الأولمبية الصيفية عام 2012.
تلقى كولكر أول دعوة للعب للمنتخب الأول في نوفمبر من عام 2012 ضد السويد وسجل هدفا لأول مرة.

## سيرة اللاعب
انضم كولكر لتوتنهام هوتسبير مع فريق الشباب ولعب 31 مباراة وسجل هدف واحد في موسم 2008-09.
في 5 يوليو من عام 2012، وقع كولكر عقدا جديدا لمدة أربع سنوات مع توتنهام هوتسبير حتى صيف عام 2016.
بعد أن كان بديلا غير مستخدم في بداية الموسم، في 20 أغسطس 2012، لعب كولكر مباريته الأوروبية في مباراة مرحلة الدوري الأوروبي ضد لاتسيو مساعدا فريقه في الحفاظ على شباكه نظيفة في مباراة التعادل 0-0 .
لعب كولكر في الدوري الممتاز لتوتنهام بديلا في مباراة الفوز 2-1 على ضيفه كوينز بارك رينجرز.
كولكر احتفظ بمكانه ولعب في الدوري ضد مانشستر يونايتد.
في 7 أكتوبر من عام 2012، سجل أول هدف له مع توتنهام في تحقيق الفوز 2-0 على أرضه ضد استون فيلا.
وسجل الهدف الثاني له مع النادي في 11 نوفمبر من عام 2012 ضد مانشستر سيتي.
أنهى كولكر الموسم بعد أن أدى 28 مباراة في جميع المسابقات لتوتنهام وسجل هدفين.
في 31 يوليو من عام 2013، أعلن كارديف سيتي أنهم وقعوا مع كولكر من توتنهام هوتسبير مقابل مبلغ قياسي للنادي تجاوز 8 million جنيه استرليني، ووقع عقدا لمدة اربع سنوات مع الفريق الصاعد حديثا.
لعب كولكر مع كارديف في مباراة الهزيمة 2-0 أمام وست هام يونايتد، في 17 أغسطس من عام 2013.
سجل كولكر الهدف الثاني له في الدوري لكارديف في الفوز 1-0 ضد نادي سوانسي سيتي، وهدف الفوز في أول دربي ساوث ويلز في الدوري الممتاز.
في 8 مارس من عام 2014، وسجل هدفين في مباراة الفوز 3-1 ضد فولهام.

## روابط خارجية
- ستيفين كولكر على موقع اتحاد تركيا (لاعب) (الإنجليزية)
- ستيفين كولكر على موقع قاعدة بيانات كرة القدم.إي يو (الإنجليزية)
- ستيفين كولكر على موقع ناشيونال فوتبول تيمز (الإنجليزية)
- ستيفين كولكر على موقع Soccerbase.com (لاعب) (الإنجليزية)
- ستيفين كولكر على موقع Soccerway.com (الإنجليزية)
- ستيفين كولكر على موقع عالم كرة القدم.نت (الإنجليزية)
- ستيفين كولكر على موقع أوليمبيديا (الإنجليزية)
- ستيفين كولكر على موقع اللجنة الأولمبية البريطانية (الإنجليزية)
- ستيفين كولكر على موقع AS.com (الإسبانية)